# 以法而治
以法而治，又称为以法管治、以法統治、以法制民，為區別與法治，而簡稱法制。是一种对法律存在目的的认识和信念，即法律是政府管理国家、管理社会的工具，制定法律以管束人民。雖然有法律做擔保，但把法律当做統治工具的政府，有可能会出台相當模糊、或是侵犯公民权利並且實踐也有問題的法律，而對應的不完備的法律，如果確認有權責不對等問題，在正常法治國家情況下，是应被废除并停止执行的惡法。故以法統治与保护民主自由的法治也是有区别的。

## 词语释意
以法統治的概念是與另一个对法律存在目的的认识和信念，即法治的概念互相對立。以法統治被认为是奉行法律工具主义，即把法律当作政府统治的工具，而法治则意味着政府本身也要受到法律的制约。法治认为任何人都不能幸免于法律或凌駕法律之上，其概念可以追溯到古希腊。亚里士多德这样说：“法律应当统治”。历史上，与法治鲜明对比的另一个信念是人治。法治信念首先在普通法系中获得实现，随后隨著共和法制國家興起推向世界。
在國際法学界中，法制的概念是在近代了解到中国视法律为工具的法律实践，既不同于人治，也不同于法治信念而建立起来的，法律發展也是來自其獨特的治理構架，中國人傳統上解決事情並非透過法律辯論，而是傾向訴諸更硬的權力精英，找到後台介入遊說就能打贏官司。故而延續其官員階級大於社會凖則的特徵，布魯乃爾大學教授分析稱，頂層統治者保留設計修改的權力，並交由機構去判斷任其執行，並以僅約束人民社會為目的的法制系統，故然這樣的修補相對古代有其進步性是值得肯定，除了建立法律社會，使得中央能夠掌握地方官僚，阻止了權力尋租與無視規則的混亂治安，並更好地約束下屬機關，部分提高了對上級命令的反應速度，但與現代透明與公平的清晰法治體制仍格格不入，中國也未否認不同，並自主地將此體系稱作「中國特色社會主義法治體系」。
Rule by law 这个词组的中文翻译可以是法管、以法管治、或法律工具主义。

## 法制与法治之差異
與法治（英語：nomocracy），又称为依法治國相比，其实施必须建立在法律上。法管制度侧重在法律的使用上。但如果仅就法律的目的而言，法治的目的都是为人们提供一个寻求公正的平台和框架，但以法統治的实质仍然不能摆脱人治的信念，所以仍然需要維護法律的運作。
以法統治是指當權者按照法律治理國家，但這些法律不一定是由普通公民組成的立法部門制訂的，可能對不同人有不一樣的適用範圍與處置。法治下，行政部門的職責只是執行該等法律，並且受該等法律拘束。因此以法統治和法治最大的區別，並不在於法律是否拘束人民，而是在於行政、立法、司法這些政府權力是否也和人民一樣，受到法律的拘束和控制。法治的內涵，與其說是要求所有人民守法，毋寧更側重於法律對政府權力的控制和拘束，否則法治即與以法統治難以區分。對於社會上常見的違法或脫序現象，尤其是以激烈、遊走於法律邊緣的手段向政府爭取權利的行為，政府官員常常會呼籲和要求人民「守法」以尊重「法治」。這其實是將法治的意義誤解和窄化為以法統治。
与法治相比，以法統治的结果可能会出现政府用法律的形式压制民众。
憲政是一种要求政府所有權力的行使都納入憲法的軌道，並受憲法的制約，使政治運作進入法律化理想狀態的理念和政治实践。法治是憲政的核心价值观。在以法統治下，憲政没有可能实现。法律与民主没有直接联系，但法治为寻求公正提供了框架。這一概念的扩展、延伸，即包括在法理上承认基本人权，为宪政国家宪法中的人权法案提供了法理依据。在以法統治下，法律与人权没有直接关系。因此，在只有以法統治而没有法治的国家，人权和民主都不能获得保障。

## 在中国的发展
中國春秋戰國時代的法家学派诞生中文的法的概念，此法指“先法后王”，认为天界地诸神有道约束，人间相应以法约束，君王亦受其制，法为人间司命，君王是最大的执法者和最高法官，令人皆守其职。法家之法等于为人类社会添加自然中原本不存在的自然规律，是故中国人认为法是神圣的先祖之道，王权并不能侵犯先人之法，中国各朝政治变法均是受非议的行为，各朝代没有任何人能有立法权力，自皇帝到庶民均需要守先祖所定之法律。这种法律观建立于祖先崇拜的价值观之上，是为时人立法权被削除，更古不变。
中国人古典法律观念由法家，上古祖先崇拜，周宗法律政府合一演化出来，成为‘祖宗之法不可变”之信仰。即统治者必须遵循已经去世的祖先所制定之法，不能随意变法。所以中国古典法律观带有祖先崇拜色彩，当下的统治者畏惧于其祖先所定法律而刻板维持执行，并拒绝对法律的修改，“变法”被视为对祖先的亵渎，会带来灾难和留下不好的名声。大多数统治者根本不清楚这些法律的目的和机制，只是因为祖先曾定此法并使国家统一安定而不敢去修改它，对统治者来说这些法是神秘而威严的。出于以上的信仰统治者只会严格而被动地执行这些法。在古代中国，政府只有执法机构而没有立法机构，所以立法本身对中国人来说是相当神秘的事情，相关知识很缺乏，政府官员和学者都只研究儒家的道德学问，而那些学问只涉及价值判断，无法转变成法学，让儒者变法他们都会过于理想而把国家搞乱，而有法学实际经验的“吏”只属于最低级的行政人员，不会得到提拔而进入政府高层，这样变法就更被视为艰难的事。所以也有西方学者认为法家之「法」即为管理国家的是法，而不是君主。其实是为先祖而执法统治。
在1979年中共实行改革开放之后，中国大陸学术界曾开展过是要“法制”还是要“法治”的争论。由于在國語读音相同，因此学者把“法制”称为“刀制”（“制”字为刀子旁），将“法治”称为“水治”（“治”字偏旁为三点水）。1993年中华人民共和国宪法修正案通过“建设社会主义法治国家”条款，这被看作是“法治”派取得的胜利。但中国对法制与法治的理解与西方的理解完全不同。中国法学家李步云说：
|  | 关于法制与法治的区别，我将它概括为三条：首先，法制是法律制度的简称，法律制度是相对于一个国家的经济、政治、文化、军事等制度来说的，而法治从来都是相对于人治来说的，没有人治就无谓法治，相反亦然。其次，法律制度包括民法、刑法等一套法律规则以及这些规则怎么指定、怎样执行和遵守等制度；法治与人治则是两种对立的治国理念和原则，即国家的长治久安不应寄希望于一两个圣主贤君，而关键在是否有一个良好的法律和制度，这些良好的法律还应得到切实的遵守。再次，任何一个国家的任何一个时期，都有自己的法律制度，但不一定是实行法治。 |

由此可见，广泛意义上中国对法制与法治的理解实则为人治（rule of man）与法制（rule by law），而与法治（rule of law）并没有关系。目前中华人民共和国的法律现状名義上是法治、法制或人治仍然存有争议。

## 外部連結
- 香港通識教育：2012年5月（页面存档备份，存于）